# Scenarist
Scenarist je software pro profesionální authoring DVD Video/Blu-ray vyvinutý kalifornskou společností Scenarist, LLC.
V Scenarist se DVD tvoří po krocích.
1. Příprava materiálů: importuje do Data editoru všechny videa, audia, obrázky a masky.

2. Tvorba VOB v track editoru: skládání videa, audií, podtitulků, masek a tvorba butonků.

3. Tvorba Videomanageru (VMG) a jednotlivých Video Title Setů (VTS) včetně Video Title Menu (VTSM) ve scenario editoru. Zde se tvoří obsah struktura DVD

4. Formátování DVD v Layout editoru: formátuje strukturu do jednotlivých VOB a IFO souborů, přidává DVD-ROM data, nastavuje ochrany proti kopírování CSS a Macrovision, nastavuje regiony a vytváří UDF formát zapisuje ho na pásku DLT (Digital Linear Tape) pro lisovnu.